# Die Ohren des Hasen

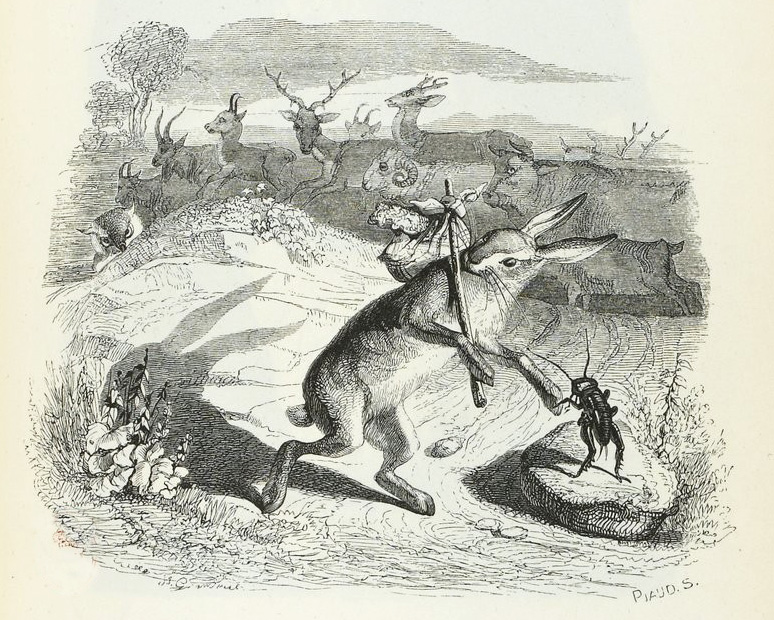
Les Oreilles du lièvre

Die Ohren des Hasen (franz. Les Oreilles du lièvre) ist die vierte Fabel im fünften Buch der Fabelsammlung von Jean de La Fontaine.
Die Fabel erzählt wie einst der Löwe – König der Tiere – alle Tiere mit Hörnern aus seinem Land verbannte, nachdem er von einem behörnten Tier gestoßen wurde, und damit ihm dieser schmerzliche Vorfall nicht wieder passieren konnte. Der ängstliche Hase sah den Schatten seiner langen Ohren und befürchtete, dass man seine Löffel für Hörner halten könne. Er beschließt, genauso wie die Stiere, Ziegen, Widder und das Damwild, das Land zu verlassen, da er um sein Leben fürchtet. 
La Fontaine entnahm das Thema einer Fabel Äsops, gab ihm aber eine eigene Wendung. Äsops Moral lautete: Ein umsichtiger Mensch wird nicht nur seine Unschuld bewahren, sondern auch die Konsequenzen eines scheinbaren Übergriffs seiner Unterdrücker vermeiden. In La Fontaines Version existiert keine explizite Moral. Die Angst des Hasen ist so unvernünftig, dass La Fontaine sich über diejenigen lustig macht, die Ähnlichkeiten sehen, wo es keine gibt. Er spielt mit dem Thema über unvollkommene Ähnlichkeit. Seine Anspielungen zielen aber auf die Willkür des Königs, auf Exil, auf einen Richter, den die Ketzer kennen und letztendlich auf eine Irrenanstalt (Petites Maisons in Saint-Germain des Prés), alles was den Verbannten drohen könnte.